# Materia Medica Pura
Materia Medica Pura is een homeopathische Materia Medica met een door Samuel Hahnemann nauwgezette weergave van symptomen die optreden bij de zogenaamde geneesmiddelproef. In totaal werden door hem 67 verschillende homeopathische middelen aan een geneesmiddelproef (Engels: proving) onderworpen. Per middel en proefpersoon staat in de Materia Medica Pura vermeld welke potentie, welke dosering en ook welke frequentie werd toegepast. Hahnemann publiceerde de zes delen tussen 1820 en 1827, waarna de delen I en II in respectievelijk 1830 en 1833 revisie ondergingen. Later zijn ook materia medica van andere auteurs gepubliceerd. 
Hahnemann beschrijft de volgende stoffen of planten:
- Aconitum napellus
- Ambra grisea
- Angustura
- Argentum
- Arnica
- Arseen
- Asarum
- Aurum
- Belladonna
- Bismuthum
- Bryonia
- Calcarea acetica
- Camphora
- Cannabis
- Capsicum annuum
- Carbo animalis
- Carbo vegetabilis
- Chamomilla
- Chelidonium
- China
- Cicuta virosa
- Cina